# Plaça Major (Madrid)
La plaça Major de Madrid està situada en el centre de la ciutat, a pocs metres de la Puerta del Sol i de la plaça de la Vila, al costat del carrer Major.

## Història
Els orígens de la plaça es remunten al segle xv, quan en la confluència dels camins (avui en dia carrers) de Toledo i Atocha, als afores de la vila medieval, se celebrava en aquest lloc, conegut com a «plaça del Raval», el mercat principal de la vila, construint-se en aquesta època un primera casa porticada, o llotja, per regular el comerç a la plaça.

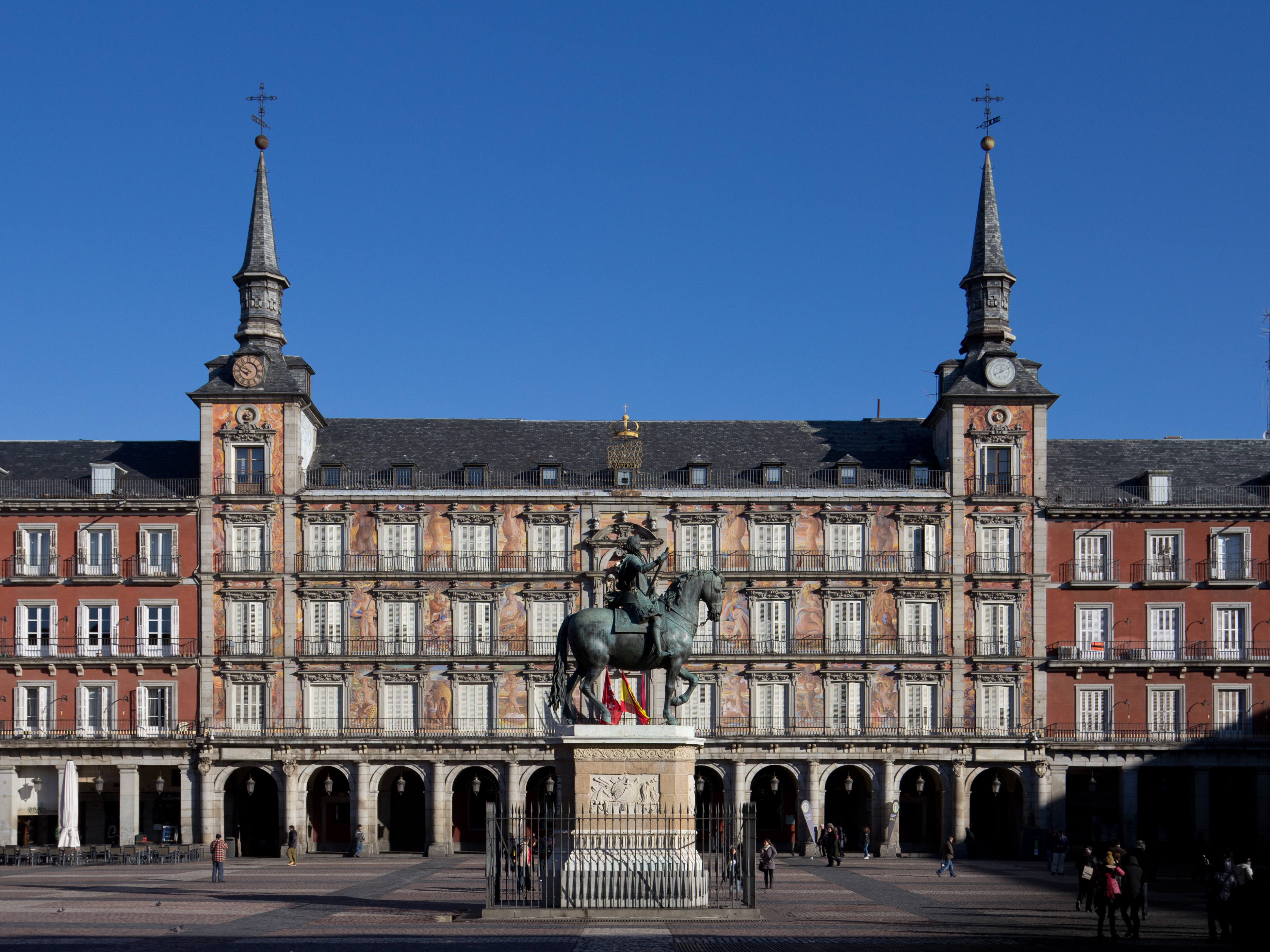
Vista de la Casa de la Panadería a la plaça Major de Madrid

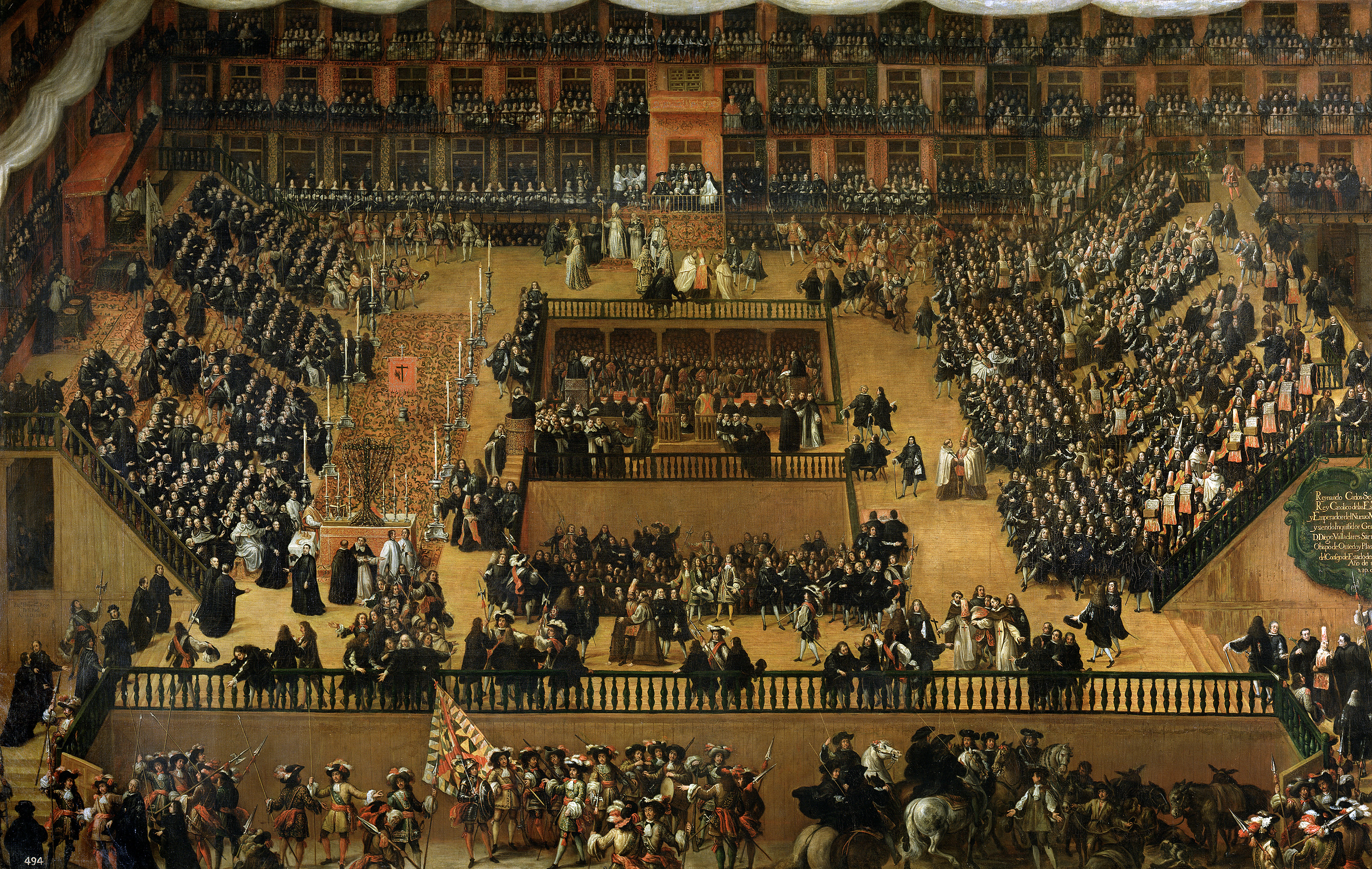
Acte de fe, pintat per Francisco Ricci el 1683. Una escena a la plaça Major durant la Inquisició.

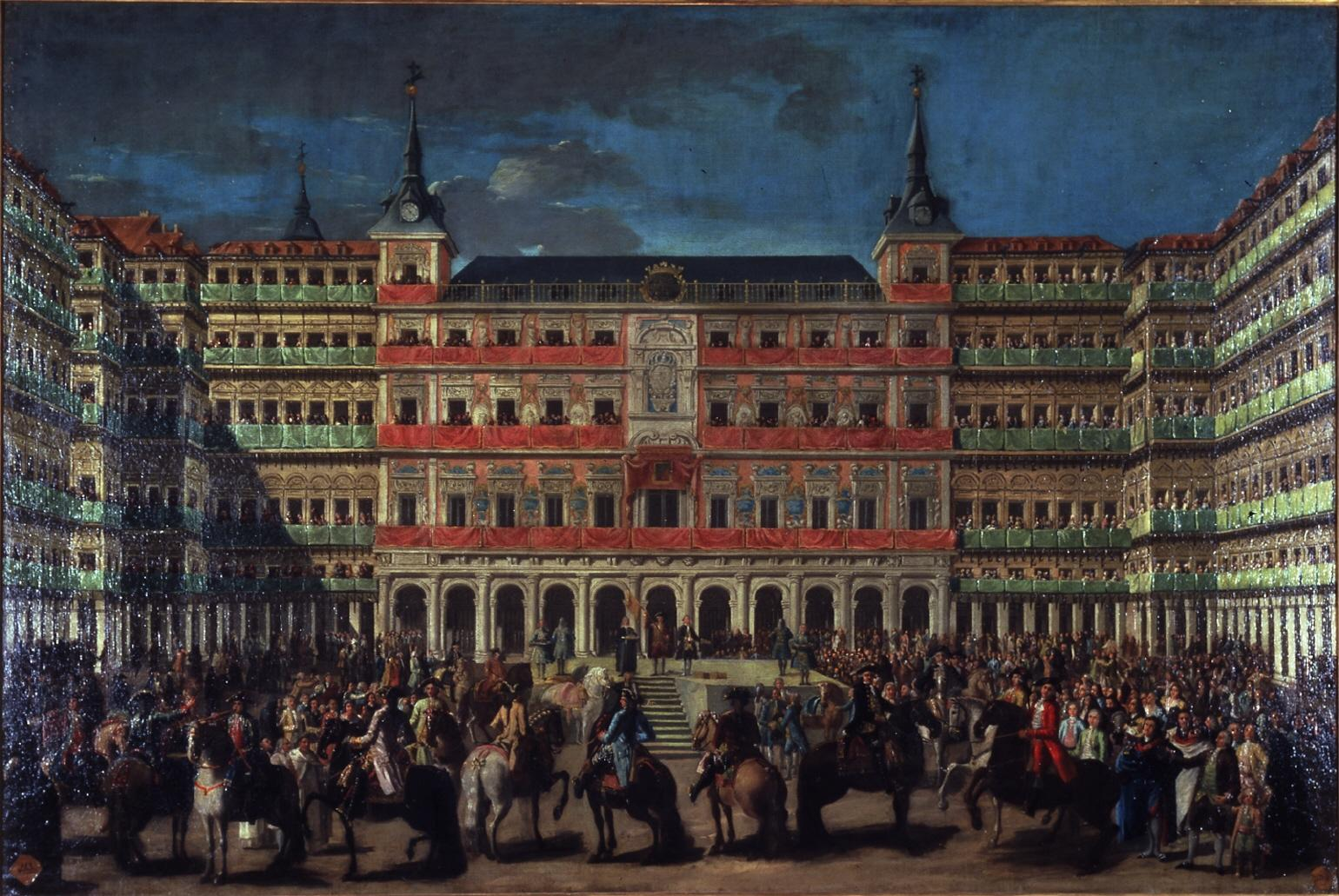
Adorn de la plaça Major amb motiu de l'entrada de Carles III a Madrid, per Lorenzo Quirós (1760)

El 1580, després d'haver traslladat la cort a Madrid el 1561, Felip II va encarregar el projecte de remodelació de la plaça a Juan de Herrera, començant la demolició de les «casas de mansanas» de l'antiga plaça aquell mateix any. La construcció del primer edifici de la nova plaça, la Casa de la Panadería, començaria el 1590 a càrrec de Diego Sillero, al solar de l'antiga llotja. El 1617, Felip III, va encarregar l'acabament de les obres a Juan Gómez de Mora, qui conclourà la plaça el 1619.
La plaça Major ha sofert tres grans incendis a la seva història, el primer d'ells el 1631, encarregant-se el mateix Juan Gómez de Mora de les obres de reconstrucció. El segon dels incendis va ocórrer el 1670 sent l'arquitecte Tomás Román l'encarregat de la reconstrucció. L'últim dels incendis, que va arrasar un terç de la plaça, va tenir lloc el 1790, dirigint les tasques d'extinció Francesco Sabatini. Es va encarregar la reconstrucció a Juan de Villanueva, que va rebaixar l'alçada del caseriu que envolta la plaça de cinc a tres plantes i va tancar les cantonades habilitant grans arcades per al seu accés. Les obres de reconstrucció es prolongarien fins a 1854, continuant-les, després de la mort de Villanueva, els seus deixebles Antonio López Aguado i Custodio Moreno.
El 1848, es va col·locar l'estàtua eqüestre de Felip III al centre de la plaça, obra de Juan de Bolonia i Pietro Tacca que data de 1616.
El 1880, es va restaurar la Casa de la Panadería, encarregant-se Joaquín María de la Vega del projecte. El 1921 es va reformar el caseriu, treball a càrrec de José Luis de Oriol. El 1935 es va realitzar una altra reforma, duta a terme per Fernando García de Mercadal. I als anys 60 es va emprendre una restauració general, que la va tancar al trànsit rodat i va habilitar un aparcament subterrani sota la plaça. L'última de les actuacions a la plaça Major, duta a terme el 1992, va consistir a la decoració mural, obra de Carlos Franco, de la Casa de la Panadería, que representa personatges mitològics com la deessa Cíbele.

### El nom de la plaça
El nom de la plaça ha variat al llarg de la història, del primigeni nom de «plaça del Raval» va passar a anomenar-se «plaça Major».
Va anomenar-se «plaça del Raval» quan, de ser fora del recinte medieval emmurallat, va passar a constituir el centre dels nous barris conformats per l'eixamplament de la vila cap a l'est durant el regnat de Joan II de Castella, anomenats «el Raval».
El 1812, complint el decret que disposava que totes la places majors d'Espanya passessin a anomenar-se «plaça de la Constitució», va canviar de nom, però sols duraria fins al 1814, any en què va passar a anomenar-se «plaça Reial». Va recuperar el nom de «plaça de la Constitució» en els períodes de 1820 a 1823, de 1833 a 1835 i de 1840 a 1843.
El 1873, va canviar el seu nom pel de «plaça de la República», i una altra vegada a «plaça de la Constitució» des de la Restauració borbònica d'Alfons XII el 1876 fins a la Dictadura de Primo de Rivera el 1923. Després de la proclamació de la Segona República Espanyola es va tornar a canviar a «plaça de la Constitució» fins al final de la Guerra Civil espanyola, quan es recupera el popular nom de «plaça Major», nom que perdura fins a l'actualitat.

## Plaques commemoratives
| Placa commemorativa | Placa commemorativa |
| Regnant Felipe III i pel seu mandat es va desfer i va caure la plaça antiga d'aquesta vila i es va bastir de nou en temps de dos anys, sent President de Castella en Fernando de Acebedo Arzobispo de Burgos i superintendent de Castella el llicenciat Pedro de Tapia del Suprem Consell de Castella i de la general Inquisició i Corregidor en Francisco de Villacís cavaller de l'Ordre de Santiago i Regidors Comissaris Juan Fernández i en Gabriel de Ocaña de Alarcón cavaller de l'Ordre de Santiago, Juan de Piñedo, Francisco Enríquez de Villacorta i el en Fernando Vallejo Gentilhome de la casa de Sa Majestat i es va acabar l'any 1619. | Regnant en Carles II i governant la Reina Doña Mariana d'Àustria la seva mare i tutora, havent-se cremat aquesta Reial Casa de la Panaderia el dia dos d'agost de 1672, es va reedificar des dels embasaments millorada en fàbrica i traça sent President de Castella Pedro Nuñez de Guzmán Conde de Villaumbrosa i Castronuevo i superintendent de l'obra en Lorenzo Santos de San Pedro del Consell Reial de Castella, cavaller de l'Ordre de Santiago, i Corregidor d'aquesta vila en Baltasar de Rivadeneira i Cuñiga Marques de la Vega del Consell d'Hisenda i cavaller de la mateixa orde i Regidors Comissaris en Gerónimo Dalmao i Casanaey i Rafael San Guineto, Don Tomás d'Àlaba i Arigón i Senyor Andrés Martínez Navarite cavallers del mateix Ordre i Cavalleria de Santiago. Acabant-se en disset mesos. Any de 1674. |

## Escut d'Armes de Carles II

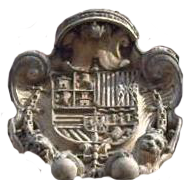
Armes de Carles II a la façana de la Casa de la Panadería

En la part superior centrada de la Casa de la Panadería es troba, picat en pedra, un blasó amb les armes de Carles II. Donada l'absència de les armes de Portugal, pot deduir-se que l'escut es va picar en data posterior a 1668, que va ser quan la corona espanyola va reconèixer la independència de Portugal, que era de facto des de 1640.
L'escut està compost per les armes de Castella i de Lleó, al primer quadrant; les armes d'Aragó i Sicília, en el segon; les armes d'Àustria i de la Borgonya moderna, en el tercer; les de la Borgonya antiga i el Ducat de Brabant, en el quart, les de Flandes i les de Tirol en l'escussó de baix i el símbol de Granada al centre de l'escut.
Les armes de Portugal s'haurien situat en l'escussó de dalt, entre les de Castella i Lleó i les d'Aragó.

## Arc de Cuchilleros

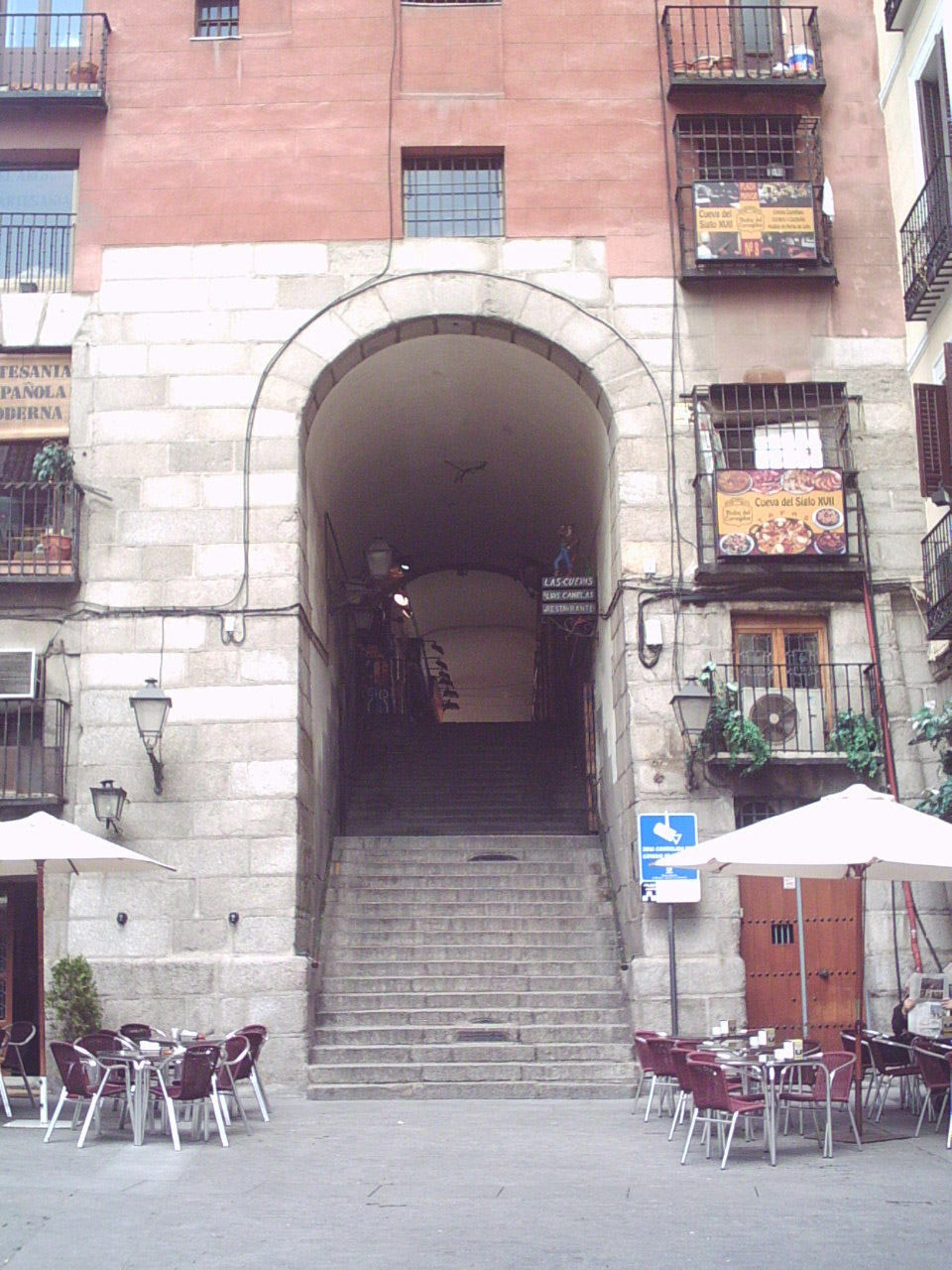
Arc de Cuchilleros

L'Arc de Cuchilleros és la més famosa de les nou portes d'accés de la plaça Major de Madrid i està situada a la cantonada sud-oest de la plaça. La considerable alçada d'aquest arc es deu al gran desnivell que hi ha entre la plaça Major i la Cava de Sant Miquel.
L'Arc de Cuchilleros és obra de Juan de Villanueva, qui després de l'incendi de 1790, va tancar completament la plaça habilitant una sèrie d'arcades per al seu accés.
L'origen del seu nom prové del carrer de Cuchilleros al que dona sortida, i en el qual antigament s'ubicaven els tallers del gremi de ganiveters, doncs subministraven els seus articles al gremi de carnissers establert dins de la plaça.
En l'actualitat, tant la plaça Major com l'arc i carrer de Cuchilleros, són un destacat punt turístic de la capital d'Espanya, on es troben nombrosos restaurants i bars típics. Entre ells es poden citar el restaurant Sobrino de Botín, que figura al Llibre Guinness de Rècords per ser el restaurant més antic del món, ja que va ser fundat el 1725.

## Façanes de la plaça
Es tracta d'una plaça porticada de planta rectangular, de 129 metres de llarg per 94 metres d'ample, que està completament tancada per edificis d'habitatges de tres plantes, amb 237 balcons en total que donen a la plaça. Disposa de nou portes d'accés, de les quals la més coneguda és la de l'Arc de Cuchilleros, a la cantonada sud-oest de la plaça. En el centre del costat el nord de la plaça s'aixeca la Casa de la Panadería i davant seu, en el costat sud, la Casa de la Carnicería. Als porxos, sostinguts per pilars de granit, s'allotgen nombrosos comerços d'hoteleria, en ser un important punt turístic de Madrid, així com botigues de col·leccionisme, filatèlia i numismàtica.

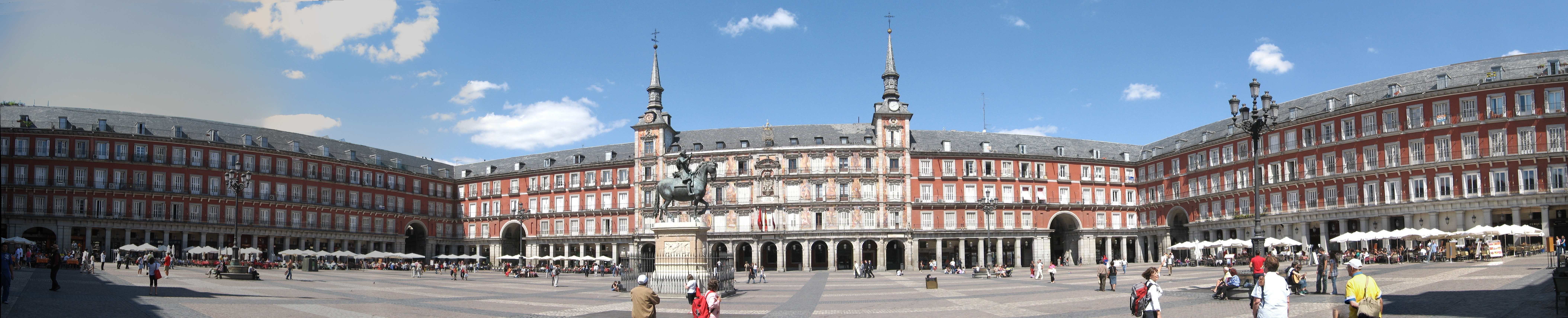
Panoràmica de la plaça Major. Casa de la Panadería

## Estàtua de Felip III

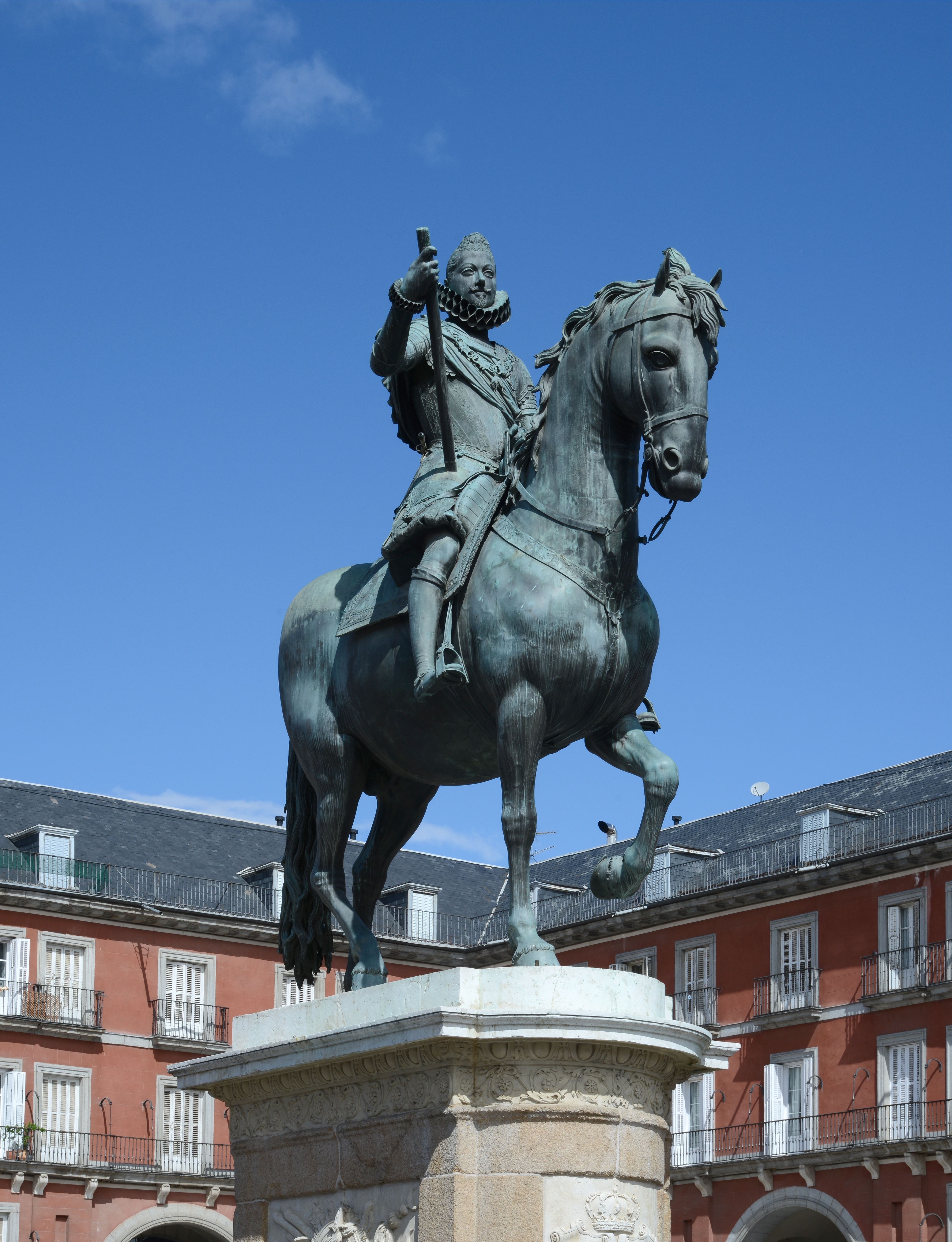
Estàtua de Felip III de Castella a la plaça Major

L'estàtua eqüestre de Felip III al centre de la plaça Major va ser començada per l'escultor italià Giambologna (Juan de Boloña) i acabada pel seu deixeble Pietro Tacca el 1616. Va ser regalada al rei espanyol pel llavors gran duc de Florència, estant inicialment situada a la Casa de Campo.

El 1848 la reina Isabel II ordena el seu trasllat des del seu emplaçament anterior fins a la plaça Major. Actualment, al pedestal de l'estàtua, figura aquesta inscripció:
| « | La reina Isabel II, a sol·licitud de l'Ajuntament de Madrid, va manar col·locar en aquest lloc l'estàtua del senyor rei Felip III, fill d'aquesta vila, que li va restituir la cort el 1606, i el 1619 va fer construir aquesta plaça Major. Any de 1848. | » |

## Usos
La plaça Major, des dels seus inicis, ha tingut la funció del principal mercat de la vila, tant d'alimentació com d'altres gèneres (instal·lant-se als seus porxos els principals gremis). Però també és l'escenari de nombrosos actes públics, com corrides de toros, actes de fe, immortalitzant el pintor Francisco Ricci el celebrat el 1680, execucions públiques, col·locant-se el patíbul davant del Portal de Pañeros si la pena era de garrot, davant la Casa de la Panadería, si era de forca, i davant de la Casa de la Carnicería, si era de ganivet o destral. També es va celebrar a la plaça Major la beatificació de Sant Isidre, sant patró de Madrid.
La plaça Major és actualment un important punt turístic, visitat per milers de turistes a l'any. Als locals comercials ubicats sota els porxos, abunden els comerços d'hoteleria, que instal·len terrasses al costat dels porxos de la plaça. A més, és un espai molt utilitzat per a festivals, com els concerts que s'ofereixen gratuïtament per als madrilenys durant les festes de Sant Isidre.
Tots els mesos de desembre, se celebra el tradicional mercat nadalenc, costum que es manté vigent des de l'any 1860.
També se celebra tots els diumenges i dies festius al matí el mercat de filatèlia i numismàtica.

## Aparició en les arts i cultura
El 16 de desembre de 1884 s'estrenà un sainet de Ramón de Marsal al Teatro de Madrid titulat «La Plaça Major la Nit de Nadal» l'acció del qual transcorre a la plaça.